# Wspólnota Leśna Sławków
Wspólnota Leśna Sławków z siedzibą w Sławkowie powstała w drugiej połowie XVIII w. dzięki nadaniu przez biskupa krakowskiego Kajetana Ignacego Sołtyka części dóbr biskupstwa leżących na obszarze miasta na własność mieszczanom sławkowskim. Przedmiotem nadania były lasy położone wokół samego miasta oraz osad: Niwa, Burki, Dębowa Góra, Piernikarka, Stare Maczki, Cieśle i Garbierze. Częścią nadania były także grunty rolne i tereny budowlane leżące w samym mieście. 
Obecnie obszar Wspólnoty wynosi ponad 1268 ha, z czego na terenie Sławkowa znajduje się ok. 895 ha. W związku z wyłączeniem w latach 50. XX wieku z obszaru Sławkowa osad Cieśle i Stare Maczki, część położonych tam lasów wspólnoty o powierzchni ponad 373 ha znajduje się obecnie na terenie Sosnowca (dzielnica Maczki).
Nadzór nad gospodarką leśną sprawowany jest przez Nadleśnictwo Siewierz. 
Działalność Wspólnoty Leśnej Sławków polega przede wszystkim na pozyskiwaniu drewna i jego sprzedaży.